# 케뉘 옌손
케뉘 페르 안데르스 옌손(스웨덴어: Kenny Per Anders Jönsson, 1974년 10월 6일~)은 스웨덴의 은퇴한 아이스하키 선수로 포지션은 수비수이다. 1994년부터 2004년까지 내셔널 하키 리그(NHL)의 토론토 메이플리프스와 뉴욕 아일런더스에서 활약했다.